# Abdoulaye Camara
Abdoulaye Camara (ur. 2 stycznia 1980 w Bamako) – piłkarz malijski grający na pozycji obrońcy.

## Kariera klubowa
Karierę piłkarską Camara rozpoczął w klubie Onze Créateurs Niaréla. W 1996 roku zadebiutował w jego barwach w malijskiej Première Division. Grał w nim przez dwa sezony, a w 1997 roku wyjechał do Europy. Jego pierwszym klubem na tym kontynencie był słoweński NK Koper, w którym występował przez sezon. W 1998 roku odszedł do Udinese Calcio, a przez 2 lata rozegrał w nim 2 mecze w Serie A.
W 2000 roku Camara przeszedł do belgijskiego drugoligowca, Cercle Brugge. W 2001 roku wrócił do Włoch i przez sezon występował w Castel di Sangro w Serie C1. W sezonie 2002/2003 grał w belgijskim RAA Louviéroise, z którym zdobył Puchar Belgii, a w sezonie 2003/2004 we francuskim Grenoble Foot 38.
Od 2007 roku Camara występuje w Republice Południowej Afryki. W sezonie 2007/2008 był zawodnikiem Thanda Royal Zulu, a w sezonie 2008/2009 - FC AK Roodeport. W 2009 roku przeszedł do Butcherville Rovers.

## Kariera reprezentacyjna
W reprezentacji Mali Camara zadebiutował w 1997 roku. W 2002 roku był powołany do kadry na Puchar Narodów Afryki 2002. Rozegrał na nim jeden mecz, z Liberią (1:1). Z Mali zajął 4. miejsce w tym turnieju. W kadrze narodowej grał do 2008 roku.
W swojej karierze Camara występował również w młodzieżowych reprezentacjach Mali. Z kadrą U-17 wystąpił na Mistrzostwach Świata 1995 i Mistrzostwach Świata 1997, a z kadrą U-20 – na Mistrzostwach Świata 1999.